# Emil Berliner

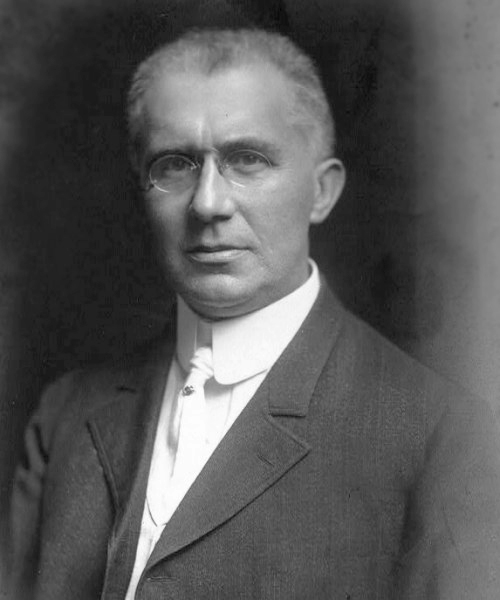
Emil Berliner

Emil Berliner, ang. Emile Berliner (ur. 20 maja 1851 w Hanowerze, zm. 3 sierpnia 1929 w Waszyngtonie) – niemiecki i amerykański wynalazca i przemysłowiec, pochodzenia żydowskiego, urodzony w Niemczech. Wynalazca gramofonu.

## Kalendarium życia
- 1877 – wynalazł i opatentował mikrofon węglowy, po czym odsprzedał patent za 50 tysięcy dolarów przedsiębiorstwu Bell Telephone Company.
- 1878 – złożył wniosek patentowy na aparat do odtwarzania dźwięku z wirującej płyty. Aparat ten posługiwał się drgającym na membranie rylcem, rzeźbił jednak fale dźwiękowe nie na obracającym się walcu, tylko na kręcącej się płycie i nie w głąb, tylko poziomo. Po odpowiednim utrwaleniu – taka płyta mogła posłużyć jako matryca do masowej produkcji płyt gramofonowych. Z początku płyty robiono z twardej gumy, potem z ebonitu, a następnie polichlorku winylu (do dziś).
- 1887 – wynalazł gramofon (od gr. γράμμα, gramma – „pismo”, „napis” i z gr. φωνή, fone – „głos”), czyli po polsku „zapisywacz głosu” – urządzenie do nagrywania i odtwarzania dźwięku. Walec wynalezionego wcześniej fonografu przez Thomasa Edisona zastąpił okrągłymi płytami cynkowymi oraz szklanymi pokrytymi woskiem (w późniejszym okresie szelakiem).
- 8 listopada 1887 – Urząd Patentowy USA zatwierdził wniosek o patent dla gramofonu[2].
- 16 maja 1888[3] – Berliner zademonstrował działający model gramofonu w filadelfijskim Instytucie Franklina[3].
- 1894 – założył pierwsze na świecie przedsiębiorstwo fonograficzne pod firmą The Berliner Gramophone Company.
- 1898 – założył wraz ze swoim bratem, Josephem, przedsiębiorstwo Deutsche Grammophon – pierwszą na świecie wytwórnię zajmującą się wyłącznie tłoczeniem płyt.
- 1900 – sąd zakazał produkcji gramofonu z powodu rzekomego naruszenia innego patentu[2].
- 1909 – pojawiły się pierwsze płyty nagrywane obustronnie. Produkowano je z żywic syntetycznych lub szelaku.